# Coppa delle nazioni UNCAF 1993
La Coppa delle nazioni UNCAF 1993 (UNCAF Nations Cup 1993) fu la seconda edizione della Coppa delle nazioni UNCAF, la competizione calcistica per nazione organizzata dall'UNCAF. La competizione si svolse in Honduras dal 5 marzo al 9 marzo 1993 e vide la partecipazione di quattro squadre: Costa Rica, El Salvador, Honduras e Panama. Il torneo, che si tiene ogni due anni a partire dal 1991, vale anche come qualificazione per la CONCACAF Gold Cup.
L'UNCAF organizzò questa competizione dal 1991 al 2009 sotto il nome di Coppa delle Nazioni UNCAF; dall'edizione del 2011 cambiò nome e divenne Coppa Centroamericana.

## Formula
- Qualificazioni

Playoff - 2 squadre, giocano playoff di andata e ritorno, la vincente si qualifica alla fase finale della Coppa delle nazioni UNCAF 1993.
- Fase Finale

Girone unico - 4 squadre. Giocano partite di sola andata, la vincente si laurea campione UNCAF. Le prime tre classificate si qualificano alla fase finale della CONCACAF Gold Cup 1993.

## Stadi
| Tegucigalpa                             |
| --------------------------------------- |
| Estadio Nacional Tiburcio Carias Andino |
| Capienza: 35.000                        |
|                                         |
| Tegucigalpa                             |

## Squadre partecipanti
| Pr. | Squadra     | Data di qualificazione certa | Partecipante in quanto                                         | Partecipazioni precedenti al torneo | Ultima presenza |
| --- | ----------- | ---------------------------- | -------------------------------------------------------------- | ----------------------------------- | --------------- |
| 1   | Honduras    | -                            | Rappresentativa della nazione organizzatrice della fase finale | 1 (1991)                            | Costa Rica 1991 |
| 2   | El Salvador | -                            | Qualificata di diritto                                         | 1 (1991)                            | Costa Rica 1991 |
| 3   | Panama      | -                            | Vincente del playoff della fase finale di qualificazione       | -                                   | Esordiente      |
| 4   | Costa Rica  | 19 febbraio 1993             | Vincente del playoff della fase finale di qualificazione       | 1 (1991)                            | Costa Rica 1991 |

Nella sezione "partecipazioni precedenti al torneo", le date in grassetto indicano che la nazione ha vinto quella edizione del torneo, mentre le date in corsivo indicano la nazione ospitante.

## Fase finale

### Girone Unico

#### Classifica
| Pos | Squadra     | P.ti | G | V | N | P | GF | GS | DR |
| --- | ----------- | ---- | - | - | - | - | -- | -- | -- |
| 1   | Honduras    | 6    | 3 | 3 | 0 | 0 | 7  | 0  | +7 |
| 2   | Costa Rica  | 4    | 3 | 2 | 0 | 1 | 3  | 2  | +1 |
| 3   | Panama      | 1    | 3 | 0 | 1 | 2 | 1  | 5  | -4 |
| 4   | El Salvador | 1    | 3 | 0 | 1 | 2 | 1  | 5  | -4 |

Honduras, Costa Rica e Panama qualificate alla CONCACAF Gold Cup 1993.

#### Risultati
| Tegucigalpa 5 marzo 1993                    | Costa Rica | 1 – 0 | El Salvador | Stadio Tiburcio Carías Andino |
| \| \| \| \| \| Gómez 67’ \| Marcatori \| \| |            |       |             |                               |
|                                             |            |       |             |                               |
| Gómez 67’                                   | Marcatori  |       |             |                               |

| Tegucigalpa 5 marzo 1993                               | Honduras  | 2 – 0 | Panama | Stadio Tiburcio Carías Andino |
| \| \| \| \| \| Castro 11’ Suazo 87’ \| Marcatori \| \| |           |       |        |                               |
|                                                        |           |       |        |                               |
| Castro 11’ Suazo 87’                                   | Marcatori |       |        |                               |

| Tegucigalpa 7 marzo 1993                                   | Panama    | 1 – 1         | El Salvador | Stadio Tiburcio Carías Andino |
| \| \| \| \| \| Ortega 83’ \| Marcatori \| 48’ Díaz Arce \| |           |               |             |                               |
|                                                            |           |               |             |                               |
| Ortega 83’                                                 | Marcatori | 48’ Díaz Arce |             |                               |

| Tegucigalpa 7 marzo 1993                              | Honduras  | 2 – 0 | Costa Rica | Stadio Tiburcio Carías Andino |
| \| \| \| \| \| Suazo 53’ Calix 56’ \| Marcatori \| \| |           |       |            |                               |
|                                                       |           |       |            |                               |
| Suazo 53’ Calix 56’                                   | Marcatori |       |            |                               |

| Tegucigalpa 9 marzo 1993                            | Honduras  | 3 – 0 | El Salvador | Stadio Tiburcio Carías Andino |
| \| \| \| \| \| Suazo 35’ 43’ 79’ \| Marcatori \| \| |           |       |             |                               |
|                                                     |           |       |             |                               |
| Suazo 35’ 43’ 79’                                   | Marcatori |       |             |                               |

| Tegucigalpa 9 marzo 1993                                 | Costa Rica | 2 – 0 | Panama | Stadio Tiburcio Carías Andino |
| \| \| \| \| \| Guthrie 6’ Fonseca 21’ \| Marcatori \| \| |            |       |        |                               |
|                                                          |            |       |        |                               |
| Guthrie 6’ Fonseca 21’                                   | Marcatori  |       |        |                               |

## Statistiche

### Classifica marcatori
5 reti
- Nicolas Suazo

1 rete
- Rolando Fonseca
- Róger Gómez
- Floyd Guthrie
- Luis Enrique Calix
- Edwin Castro
- Eric Ortega
- Raúl Díaz Arce

### Migliore formazione
- Erick Lonnis
- Arnold Cruz
- Gilberto Yearwood
- Rónald González
- Leonel Cárcamo
- Frank Losada
- José Rivera
- Luis Enrique Calix
- Kenneth Paniagua
- Nicolas Suazo
- Dolmo Flores